# Daniel Wirtz/Diskografie
Diese Diskografie ist eine Übersicht über die musikalischen Werke des deutschen Rockmusikers Daniel Wirtz. Seine erfolgreichste Veröffentlichung ist das zweifache Top-10-Album Auf die Plätze, fertig, los.

## Alben

### Studioalben
| Jahr | Titel Musiklabel                                 | Höchstplatzierung, Gesamtwochen, AuszeichnungChartplatzierungen (Jahr, Titel, Musiklabel, Platzierungen, Wochen, Auszeichnungen, Anmerkungen) | Höchstplatzierung, Gesamtwochen, AuszeichnungChartplatzierungen (Jahr, Titel, Musiklabel, Platzierungen, Wochen, Auszeichnungen, Anmerkungen) | Höchstplatzierung, Gesamtwochen, AuszeichnungChartplatzierungen (Jahr, Titel, Musiklabel, Platzierungen, Wochen, Auszeichnungen, Anmerkungen) | Anmerkungen                             |
| Jahr | Titel Musiklabel                                 | DE | AT | CH | Anmerkungen                             |
| ---- | ------------------------------------------------ | --- | --- | --- | --------------------------------------- |
| 2008 | 11 Zeugen Wirtzmusik (RTD)                       | DE16 (10 Wo.)DE | AT28 (5 Wo.)AT | CH29 (3 Wo.)CH | Erstveröffentlichung: 28. März 2008     |
| 2009 | Erdling Wirtzmusik (Tonpool)                     | DE30 (11 Wo.)DE | AT56 (2 Wo.)AT | CH63 (1 Wo.)CH | Erstveröffentlichung: 23. Oktober 2009  |
| 2011 | Akustik Voodoo Wirtzmusik (Tonpool)              | DE5 (2 Wo.)DE | — | — | Erstveröffentlichung: 19. August 2011   |
| 2015 | Auf die Plätze, fertig, los Wirtzmusik (Tonpool) | DE6 (16 Wo.)DE | AT9 (7 Wo.)AT | CH13 (6 Wo.)CH | Erstveröffentlichung: 19. Juni 2015     |
| 2017 | Die fünfte Dimension Wirtzmusik (Tonpool)        | DE3 (7 Wo.)DE | AT34 (1 Wo.)AT | CH81 (1 Wo.)CH | Erstveröffentlichung: 17. November 2017 |
| 2024 | DNA Wirtzmusik (Tonpool)                         | DE4 (3 Wo.)DE | — | — | Erstveröffentlichung: 2. Februar 2024   |

### Livealben
| Jahr | Titel Musiklabel                                               | Höchstplatzierung, Gesamtwochen, AuszeichnungChartplatzierungen (Jahr, Titel, Musiklabel, Platzierungen, Wochen, Auszeichnungen, Anmerkungen) | Höchstplatzierung, Gesamtwochen, AuszeichnungChartplatzierungen (Jahr, Titel, Musiklabel, Platzierungen, Wochen, Auszeichnungen, Anmerkungen) | Höchstplatzierung, Gesamtwochen, AuszeichnungChartplatzierungen (Jahr, Titel, Musiklabel, Platzierungen, Wochen, Auszeichnungen, Anmerkungen) | Anmerkungen                           |
| Jahr | Titel Musiklabel                                               | DE | AT | CH | Anmerkungen                           |
| ---- | -------------------------------------------------------------- | --- | --- | --- | ------------------------------------- |
| 2015 | Live & Unplugged im Gibson Club Frankfurt Wirtzmusik (Tonpool) | DE41 (2 Wo.)DE | — | — | Erstveröffentlichung: 23. Januar 2015 |
| 2024 | DNA Live Wirtzmusik (Tonpool)                                  | — | — | — | Erstveröffentlichung: 23. August 2024 |

### Kompilationen
| Jahr | Titel Musiklabel                       | Höchstplatzierung, Gesamtwochen, AuszeichnungChartplatzierungen (Jahr, Titel, Musiklabel, Platzierungen, Wochen, Auszeichnungen, Anmerkungen) | Höchstplatzierung, Gesamtwochen, AuszeichnungChartplatzierungen (Jahr, Titel, Musiklabel, Platzierungen, Wochen, Auszeichnungen, Anmerkungen) | Höchstplatzierung, Gesamtwochen, AuszeichnungChartplatzierungen (Jahr, Titel, Musiklabel, Platzierungen, Wochen, Auszeichnungen, Anmerkungen) | Anmerkungen                            |
| Jahr | Titel Musiklabel                       | DE | AT | CH | Anmerkungen                            |
| ---- | -------------------------------------- | --- | --- | --- | -------------------------------------- |
| 2014 | Unplugged Wirtzmusik (Tonpool)         | DE19 (8 Wo.)DE | AT53 (2 Wo.)AT | — | Erstveröffentlichung: 21. Februar 2014 |
| 2017 | Best of 2007–2017 Wirtzmusik (Tonpool) | DE25 (2 Wo.)DE | — | — | Erstveröffentlichung: 7. April 2017    |
| 2020 | Unplugged II Wirtzmusik (Tonpool)      | DE3 (2 Wo.)DE | — | — | Erstveröffentlichung: 17. Januar 2020  |
| 2021 | Co Wirtz 19 Wirtzmusik (Tonpool)       | — | — | — | Erstveröffentlichung: 12. Februar 2021 |

## Singles

### Als Leadmusiker
| Jahr | Titel Album                                                                       | Höchstplatzierung, Gesamtwochen, AuszeichnungChartplatzierungen (Jahr, Titel, Album, Platzierungen, Wochen, Auszeichnungen, Anmerkungen) | Höchstplatzierung, Gesamtwochen, AuszeichnungChartplatzierungen (Jahr, Titel, Album, Platzierungen, Wochen, Auszeichnungen, Anmerkungen) | Höchstplatzierung, Gesamtwochen, AuszeichnungChartplatzierungen (Jahr, Titel, Album, Platzierungen, Wochen, Auszeichnungen, Anmerkungen) | Anmerkungen                                                                  |
| Jahr | Titel Album                                                                       | DE | AT | CH | Anmerkungen                                                                  |
| --- | --------------------------------------------------------------------------------- | --- | --- | --- | ---------------------------------------------------------------------------- |
| 2006 | Unser Stadion – Unsere Regeln –                                                   | — | — | — | Erstveröffentlichung: 6. Juni 2006 mit Stephan Weidner als Nordend Antistars |
| 2008 | Ne Weile her 11 Zeugen                                                            | — | — | — | Erstveröffentlichung: 29. Februar 2008                                       |
| 2008 | Keine Angst 11 Zeugen                                                             | DE51 a (1 Wo.)DE | AT60 a (1 Wo.)AT | — | Erstveröffentlichung: 7. November 2008                                       |
| 2011 | Hier Akustik Voodoo                                                               | — | — | — | Erstveröffentlichung: 14. Oktober 2011                                       |
| 2017 | Gib mich nicht auf Die fünfte Dimension                                           | — | — | — | Erstveröffentlichung: 20. Oktober 2017                                       |
| 2023 | DNA                                                                               | — | — | — | Erstveröffentlichung: 15. September 2023                                     |
| 2023 | Schweigen mit Dir DNA                                                             | — | — | — | Erstveröffentlichung: 17. November 2023                                      |
| 2024 | Dünnes Eis DNA                                                                    | — | — | — | Erstveröffentlichung: 12. Januar 2024                                        |
| Folgende Lieder erschienen nicht als Single, wurden aber durch das Album zum Download und Streaming bereitgestellt und konnten somit eine Platzierung erlangen: |                                                                                   | | | |                                                                              |
| |                                                                                   | | | |                                                                              |
| 2015 | Du hast mein Herz gebrochen Sing meinen Song – Das Tauschkonzert Vol. 2 (Sampler) | DE41 (3 Wo.)DE | — | — | Charteinstieg: 12. Juni 2015 Original: Yvonne Catterfeld                     |
| 2015 | Wenn sie diesen Tango hört Sing meinen Song – Das Tauschkonzert Vol. 2 (Sampler)  | DE14 (6 Wo.)DE | AT21 (6 Wo.)AT | CH21 (3 Wo.)CH | Charteinstieg: 19. Juni 2015 Original: Pur                                   |

### Als Gastmusiker
| Jahr | Titel Album                                                   | Höchstplatzierung, Gesamtwochen, AuszeichnungChartplatzierungen (Jahr, Titel, Album, Platzierungen, Wochen, Auszeichnungen, Anmerkungen) | Höchstplatzierung, Gesamtwochen, AuszeichnungChartplatzierungen (Jahr, Titel, Album, Platzierungen, Wochen, Auszeichnungen, Anmerkungen) | Höchstplatzierung, Gesamtwochen, AuszeichnungChartplatzierungen (Jahr, Titel, Album, Platzierungen, Wochen, Auszeichnungen, Anmerkungen) | Anmerkungen                                                                                          |
| Jahr | Titel Album                                                   | DE | AT | CH | Anmerkungen                                                                                          |
| --- | ------------------------------------------------------------- | --- | --- | --- | --- |
| 2016 | Bunte Republik Deutschland (Live) Stärker als die Zeit – Live | — | — | — | Erstveröffentlichung: 25. November 2016 Udo Lindenberg feat. Daniel Wirtz, Gentleman & Ole Feddersen |
| Folgende Lieder erschienen nicht als Single, wurden aber durch das Album zum Download und Streaming bereitgestellt und konnten somit eine Platzierung erlangen: |                                                               | | | | |
| |                                                               | | | | |
| 2015 | Auf uns Sing meinen Song – Das Tauschkonzert Vol. 2 (Sampler) | DE60 (1 Wo.)DE | AT56 (1 Wo.)AT | — | Charteinstieg: 12. Juni 2015 mit den Sing meinen Song Allstars; Original: Andreas Bourani            |

## Videoalben und Musikvideos

### Videoalben
| Jahr | Titel Musiklabel                                                       | Höchstplatzierung, Gesamtwochen, AuszeichnungChartplatzierungen (Jahr, Titel, Musiklabel, Platzierungen, Wochen, Auszeichnungen, Anmerkungen) | Höchstplatzierung, Gesamtwochen, AuszeichnungChartplatzierungen (Jahr, Titel, Musiklabel, Platzierungen, Wochen, Auszeichnungen, Anmerkungen) | Höchstplatzierung, Gesamtwochen, AuszeichnungChartplatzierungen (Jahr, Titel, Musiklabel, Platzierungen, Wochen, Auszeichnungen, Anmerkungen) | Anmerkungen                                                                 |
| Jahr | Titel Musiklabel                                                       | DE | AT | CH | Anmerkungen                                                                 |
| ---- | ---------------------------------------------------------------------- | --- | --- | --- | --------------------------------------------------------------------------- |
| 2010 | Live in Frankfurt / Erdling Tour 2009 Wirtzmusik (Tonpool)             | DE*DE | — | — | Erstveröffentlichung: 26. März 2010 * siehe Erdling                         |
| 2015 | Auf die Plätze, fertig, los – Live in Berlin 2015 Wirtzmusik (Tonpool) | DE*DE | — | — | Erstveröffentlichung: 18. Dezember 2015 * siehe Auf die Plätze, fertig, los |

### Musikvideos
| Jahr | Titel                               | Regisseur(e)     |
| ---- | ----------------------------------- | ---------------- |
| 2008 | Keine Angst                         | Robert Bröllochs |
| 2009 | L.M.A.A.                            | Robert Bröllochs |
| 2011 | Akustik Voodoo                      | Robert Bröllochs |
| 2011 | Hier                                |                  |
| 2012 | Der Sog                             |                  |
| 2014 | Scherben (Unplugged)                | Carlo Oppermann  |
| 2014 | Geschichten ohne Sieger (Unplugged) |                  |
| 2015 | Ich weiß es nicht                   |                  |
| 2017 | Gib nicht auf                       |                  |
| 2023 | DNA                                 | Jan Season       |
| 2023 | Schweigen mit Dir                   | Jan Season       |

## Sonderveröffentlichungen

### Lieder
| Jahr | Titel Album                                                    | Anmerkungen                                                                                         |
| ---- | -------------------------------------------------------------- | --------------------------------------------------------------------------------------------------- |
| 2015 | Achtung Achtung (Deluxe Version)                               | Erstveröffentlichung: 18. September 2015 Pur & Various Artists                                      |
| 2016 | Bunte Republik Deutschland (Live) Stärker als die Zeit – Live  | Erstveröffentlichung: 2. Dezember 2016 Udo Lindenberg feat. Daniel Wirtz, Gentleman & Ole Feddersen |
| 2017 | Einer muss den Job ja machen Einer muss den Job ja machen – EP | Erstveröffentlichung: 7. April 2017 Udo Lindenberg & Friends                                        |

| Jahr | Titel Album                                                               | Anmerkungen                                                                                     |
| ---- | ------------------------------------------------------------------------- | ----------------------------------------------------------------------------------------------- |
| 2015 | Auf uns Sing meinen Song – Das Tauschkonzert Vol. 2                       | Erstveröffentlichung: 5. Juni 2015 Original: Andreas Bourani; mit den Sing meinen Song Allstars |
| 2015 | Du hast mein Herz gebrochen Sing meinen Song – Das Tauschkonzert Vol. 2   | Erstveröffentlichung: 5. Juni 2015 Original: Yvonne Catterfeld                                  |
| 2015 | Millionär Sing meinen Song – Das Tauschkonzert Vol. 2 (Deluxe Version)    | Erstveröffentlichung: 5. Juni 2015 Original: Die Prinzen                                        |
| 2015 | Nie genug Sing meinen Song – Das Tauschkonzert Vol. 2 (Deluxe Version)    | Erstveröffentlichung: 5. Juni 2015 Original: Christina Stürmer                                  |
| 2015 | Wenn sie diesen Tango hört Sing meinen Song – Das Tauschkonzert Vol. 2    | Erstveröffentlichung: 5. Juni 2015 Original: Pur                                                |
| 2015 | Christmas Time Sing meinen Song – Das Weihnachtskonzert Vol. 2            | Erstveröffentlichung: 4. Dezember 2015 Original: Bryan Adams                                    |
| 2015 | Fairytale of New York Sing meinen Song – Das Weihnachtskonzert Vol. 2     | Erstveröffentlichung: 4. Dezember 2015 Original: The Pogues feat. Kirsty MacColl                |
| 2017 | All Along the Watchtower One Night Song – Blind Date im Wirtz-Haus        | Erstveröffentlichung: 21. April 2017 Original: Bob Dylan                                        |
| 2017 | Don’t Let the Sun Go Down on Me One Night Song – Blind Date im Wirtz-Haus | Erstveröffentlichung: 21. April 2017 Original: Elton John; mit Henning Wehland                  |
| 2017 | Everybody Hurts One Night Song – Blind Date im Wirtz-Haus                 | Erstveröffentlichung: 21. April 2017 Original: R.E.M.; mit Max Mutzke                           |
| 2017 | Iris One Night Song – Blind Date im Wirtz-Haus                            | Erstveröffentlichung: 21. April 2017 Original: Goo Goo Dolls; mit Kai Wingenfelder              |
| 2017 | Mr. Brightside One Night Song – Blind Date im Wirtz-Haus                  | Erstveröffentlichung: 21. April 2017 Original: The Killers; mit Glasperlenspiel                 |
| 2017 | Sympathy for the Devil One Night Song – Blind Date im Wirtz-Haus          | Erstveröffentlichung: 21. April 2017 Original: The Rolling Stones; mit Wolfgang Niedecken       |
| 2017 | The Look of Love One Night Song – Blind Date im Wirtz-Haus                | Erstveröffentlichung: 21. April 2017 Original: Dusty Springfield; mit Ella Endlich              |
| 2017 | Where Did You Sleep Last Night One Night Song – Blind Date im Wirtz-Haus  | Erstveröffentlichung: 21. April 2017 Original: Nirvana; mit Andreas Gabalier                    |

### Videoalben
| Jahr | Titel Musiklabel                                                                | Anmerkungen |
| ---- | ------------------------------------------------------------------------------- | --- |
| 2015 | Live & Unplugged im Gibson Club Frankfurt (Deluxe Version) Wirtzmusik (Tonpool) | Erstveröffentlichung: 23. Januar 2015 erweiterte Fassung mit Bonus-DVD; Verkäufe werden dem Livealbum hinzuaddiert     |
| 2017 | Best of 2007–2017 (Deluxe Version) Wirtzmusik (Tonpool)                         | Erstveröffentlichung: 7. April 2017 erweiterte Fassung mit Bonus-DVD; Verkäufe werden der Kompilation hinzuaddiert     |
| 2017 | Die fünfte Dimension (Deluxe Version) Wirtzmusik (Tonpool)                      | Erstveröffentlichung: 17. November 2017 erweiterte Fassung mit Bonus-DVD; Verkäufe werden dem Studioalbum hinzuaddiert |

## Promoveröffentlichungen
| Jahr | Titel Album                                                                       | Anmerkungen                                                    |
| ---- | --------------------------------------------------------------------------------- | -------------------------------------------------------------- |
| 2015 | Du hast mein Herz gebrochen Sing meinen Song – Das Tauschkonzert Vol. 2 (Sampler) | Erstveröffentlichung: 19. Mai 2015 Original: Yvonne Catterfeld |
| 2015 | Nie genug Sing meinen Song – Das Tauschkonzert Vol. 2 (Sampler)                   | Erstveröffentlichung: 9. Juni 2015 Original: Christina Stürmer |
| 2015 | Wenn sie diesen Tango hört Sing meinen Song – Das Tauschkonzert Vol. 2 (Sampler)  | Erstveröffentlichung: 16. Juni 2015 Original: Pur              |

## Statistik

### Chartauswertung
|                     | DE     | AT    | CH    |
| ------------------- | ------ | ----- | ----- |
| Nummer-eins-Alben   | DE—DE  | AT—AT | CH—CH |
| Top-10-Alben        | DE5DE  | AT1AT | CH3CH |
| Alben in den Charts | DE10DE | AT5AT | CH4CH |

|                       | DE    | AT    | CH    |
| --------------------- | ----- | ----- | ----- |
| Nummer-eins-Singles   | DE—DE | AT—AT | CH—CH |
| Top-10-Singles        | DE—DE | AT—AT | CH—CH |
| Singles in den Charts | DE4DE | AT3AT | CH1CH |